# Prodigal Son
Prodigal Son é uma série de televisão de drama policial americana criada por Chris Fedak e Sam Sklaver para a Fox Broadcasting Company, que estreou em 23 de setembro de 2019. Em outubro de 2019, a série foi escolhida para uma temporada completa.
Em maio de 2020, a série foi renovada para uma segunda temporada, que estreou em 12 de janeiro de 2021.
Em 10 de maio de 2021, a série foi cancelada pela emissora Fox após duas temporadas.

## Elenco
- Tom Payne como Malcolm Bright
- Lou Diamond Phillips como Gil Arroyo
- Halston Sage como Ainsley Whitly
- Aurora Perrineau como Det. Dani Powell
- Frank Harts como Det. JT Tarmel
- Keiko Agena como a Dra. Edrisa Tanaka
- Bellamy Young como Jessica Whitly
- Michael Sheen como o Dr. Martin Whitly

## Recepção
O Rotten Tomatoes reportou um índice de aprovação de 54%, com uma classificação média de 6,29/10, baseado em 26 críticas. O consenso do site diz: "Embora se mostre promissor, Prodigal Son deixou de lado um Michael Sheen espetacular em favor de um enredo processual mais prosaico que muitas vezes mergulha profundamente no grotesco".  O Metacritic atribuiu uma pontuação de 59 de 100 com base em 12 avaliações, indicando "críticas mistas ou médias".